# Hans Müllner
Hans Müllner (* 12. Februar 1879 in Wien; † 7. August 1951 ebenda) war ein österreichischer Politiker (SDAP) und Gürtler. Er war von 1921 bis 1927 Abgeordneter zum Landtag von Niederösterreich und von 1927 bis 1934 Abgeordneter zum Nationalrat.
Müllner besuchte nach der Volksschule eine Bürgerschule und absolvierte in der Folge eine Fortbildungsschule sowie eine Gürtlerlehre. Er arbeitete zudem als Redakteur für die „Deutscher Arbeit“ und die „Schlesische Volkspresse“ und fungierte als  Sekretär der SDAP Wörgl und Innsbruck. Zudem arbeitete er während seiner politischen Karriere als Kreissekretär der SDAP Viertel ober dem Manhartsberg und wurde 1927 zum Gemeinderat von Oberwagram gewählt. Er vertrat die Sozialdemokratische Arbeiterpartei zwischen dem 11. Mai 1921 und dem 20. Mai 1927 im Niederösterreichischen Landtag und war danach vom 24. Mai 1927 bis zum 1. Oktober 1930 sowie vom 2. Dezember 1930 bis zum 17. Februar 1934 Abgeordneter zum Nationalrat. Er verlor sein Nationalratsmandat infolge des Österreichischen Bürgerkrieges. Müllner war des Weiteren Sekretär des Österreichischen Metallarbeiterverbandes.